# Escuela Secundaria del Condado de Cleburne
La Escuela Secundaria del Condado de Cleburne es una escuela pública ubicada en Heflin, Alabama, Estados Unidos que atiende a estudiantes de los grados 8 a 12 en el Condado de Cleburne. La institución tiene alrededor de 280 estudiantes. El edificio de la escuela antigua es un edificio histórico que figura en el Registro Nacional de Lugares Históricos. Los tigres son la mascota de la escuela y los colores de la escuela son rojo y blanco.
Su equipo de fútbol se estableció en 1924.

## Antigua Escuela Secundaria del Condado de Cleburne
El antiguo edificio de la escuela secundaria del condado de Cleburne, también conocido como Old Cleburne County High School, se encuentra en el 911 de Willoughby St. en Heflin, y fue incluido en el Registro Nacional de Lugares Históricos en 2018. Fue construido alrededor de 1936 y sirvió como escuela hasta 1984.